# Psephellus marschallianus
Psephellus marschallianus là một loài thực vật có hoa trong họ Cúc. Loài này được (Spreng.) K.Koch miêu tả khoa học đầu tiên năm 1851.